# Synthesizer Greatest
Synthesizer Greatest is een serie langspeelplaten, compactcassettes en cd's uitgebracht in de jaren 1989 tot en met 1996 door de Arcade Groep in Europa.
Oorspronkelijk was het de bedoeling dat er originele hits op zouden komen, maar omdat twee artiesten absoluut niet samen op één album wilden staan, werd besloten alle versies te laten naspelen door Ed Starink in de Star Inc. muziekstudio in Huizen.
Op deze verzamelalbums staan hits van onder andere Vangelis, Jean-Michel Jarre, Ennio Morricone, Alan Parsons, Kraftwerk, Mike Oldfield. Ook heeft Ed Starink zijn eigen onbekendere werk op enkele compilaties staan.

## Muziekserie
De volgende exemplaren zijn toen uitgegeven:

### Synthesizer Greatest
1. Synthesizer Greatest - 1989
2. Synthesizer Greatest Volume 2 - 1989
3. Synthesizer Greatest Volume 3 - 1989
4. Synthesizer Greatest Volume 4 - 1990
5. Synthesizer Greatest Volume 5 (The Final Episode) - 1990
6. Synthesizer Greatest Volume 6 - 1991
7. Synthesizer Greatest Volume 7 - 1993
8. Synthesizer Greatest (Compilatiealbum (1t/m 7)) - 1995
9. Synthesizer Greatest Volume 1 (heruitgave) - 2001

### Synthétiseur Les Plus Grands Thèmes
1. Synthétiseur Les Plus Grands Thèmes - 1989
2. Synthétiseur 2 - Les Plus Grands Thèmes - 1989
3. Synthétiseur 3 - Les Plus Grands Thèmes - 1990
4. Synthétiseur 4 - Les Plus Grands Thèmes - 1990
5. Synthétiseur 5 - Les Plus Grands Thèmes Classiques - 1990
6. Synthétiseur 6 - Les Plus Grands Thèmes Classiques - 1990
7. Synthétiseur 7 - Les Plus Grands Thèmes - 1991
8. Synthétiseur 8 - Les Plus Grands Thèmes - 1992
9. Synthétiseur 9 - Les Plus Grands Thèmes - 1993
10. Synthétiseur 10 - Les Plus Grands Thèmes Du Cinéma - 1993
11. Best Of Synthétiseur (Les Plus Grands Thèmes) - 1993
12. Synthétiseur 11 - Les Plus Grands Thèmes - 1994
13. Synthétiseur Gold - 1994
14. The Movie Themes - 1995
15. Mega Synthétiseur - Les 100 Plus Grands Thèmes - 1996

### The Classical Masterpieces
1. The Classical Masterpieces - 1990
2. The Classical Masterpieces 2 - 1990

Daarnaast zijn er nog verschillende subtitels op de markt gebracht die per land verschillen naargelang de populariteit van bepaalde nummers en films aldaar. In totaal bestaan er precies 40 verschillende albums, waarvan in heel Europa meer dan 10 miljoen exemplaren verkocht werden.